# (16764) 1996 TV14
1996 تي في 14 (ويعرف أيضًا باسم (16764) 1996 تي في 14 وفق تسمية الكوكب الصغير) (بالإنجليزية: 1996 TV14)‏ هو كويكب ضمن حزام الكويكبات؛ وترتيبه 16764 من حيث الاكتشاف.
اكتُشف هذا الجُرم الفلكي بواسطة Tomimaru Okuni ‏ في 9 أكتوبر 1996.

## وصلات خارجية
- (16764) 1996 TV14 في قاعدة بيانات مختبر الدفع النفاث لأجرام النظام الشمسي الصغيرة

- الاكتشاف · مخطط المدار ·  العناصر المدارية · المعلمات المادية

- (16764) 1996 TV14 على موقع ويكي سكاي: DSS2, SDSS, GALEX, IRAS, Hydrogen α, X-Ray, Astrophoto, Sky Map, Articles and images